# Championnat du Portugal de football 1945-1946
Navigation
1944-1945 1946-1947
Le Championnat du Portugal de football 1945-1946 est la 12e édition de la compétition qui voit la victoire finale du CF Os Belenenses. Ce dernier est porté à douze clubs avec l'arrivée des champions de l'AF Aveiro et de l'AF Portalegre.
C'est la première fois que le titre échappe aux trois "grands" (à savoir le SL Benfica, le Sporting CP et le FC Porto). C'est aussi la première fois qu'un entraineur portugais, Augusto Silva, remporte le championnat sous sa forme actuelle.
C'est la première fois qu'un club est relégué en deuxième division, et que le vainqueur de la deuxième division est promu en première division pour l'année suivante.

## Clubs participants
Les équipes sont admissibles, par le biais de qualifications dans des tournois régionaux. Cette saison, douze équipes participent au championnat national. Avec deux nouveaux, à savoir le SL Elvas et l'UD Oliveirense.
| \| Belenenses Benfica Sporting Atlético V. Setúbal V. Guimarães Olhanense FC Porto Boavista FC Académica UD Oliveirense SL Elvas \| Localisation des clubs, saison 1945-46 |
| Belenenses Benfica Sporting Atlético V. Setúbal V. Guimarães Olhanense FC Porto Boavista FC Académica UD Oliveirense SL Elvas                                              |

| Club               | Ville               | En D1 depuis | Participations | Cl. 1943-44       |
| ------------------ | ------------------- | ------------ | -------------- | ----------------- |
| SL Benfica         | Lisbonne            | 1934-35      | 12e            | 1er               |
| Sporting CP        | Lisbonne            | 1934-35      | 12e            | 2e                |
| Belenenses         | Lisbonne            | 1934-35      | 12e            | 3e                |
| FC Porto           | Porto               | 1934-35      | 12e            | 4e                |
| Vitória de Setúbal | Setúbal             | 1943-44      | 7e             | 5e                |
| SC Olhanense       | Olhão               | 1941-42      | 5e             | 6e                |
| Vitória Guimarães  | Guimarães           | 1941-42      | 5e             | 8e                |
| Académica          | Coimbra             | 1934-35      | 12e            | 9e                |
| Atlético CP        | Lisbonne            | 1945-46      | 2e             | Deuxième Division |
| Boavista FC        | Porto               | 1945-46      | 3e             | Deuxième Division |
| SL Elvas           | Elvas               | 1945-46      | 1re            | Deuxième Division |
| UD Oliveirense     | Oliveira de Azeméis | 1945-46      | 1re            | Deuxième Division |

### Classement par AF[2]
- AF Lisbonne : 4 clubs (Atlético CP, Os Belenenses, SL Benfica, Sporting CP)
- AF Porto : 2 Clubs (Boavista FC, FC Porto)
- AF Algarve-Faro : 1 club (SC Olhanense)
- AF Aveiro : 1 club (UD Oliveirense)
- AF Braga : 1 club (Vitória Guimarães)
- AF Coimbra : 1 club (Académica)
- AF Portalegre : 1 club (SL Elvas)
- AF Sétubal : 1 club (Vitória de Setúbal)

## La pré-saison

### Championnat de l'AF Algarve-Faro
Olhanense, remporte son 15e titre.
| Rang | Équipe          | Pts | J | G | N | P | Bp | Bc | Diff |
| ---- | --------------- | --- | - | - | - | - | -- | -- | ---- |
| 1    | SC Olhanense    | 0   | 0 | 0 | 0 | 0 | 0  | 0  | 0    |
| -    | Louletano DC    | 0   | 0 | 0 | 0 | 0 | 0  | 0  | 0    |
| -    | Portimonense SC | 0   | 0 | 0 | 0 | 0 | 0  | 0  | 0    |
| -    | SC Farense      | 0   | 0 | 0 | 0 | 0 | 0  | 0  | 0    |
| -    | Lusitano FC     | 0   | 0 | 0 | 0 | 0 | 0  | 0  | 0    |
| -    | SL Faro         | 0   | 0 | 0 | 0 | 0 | 0  | 0  | 0    |

|  | Champion |

### Championnat de l'AF Aveiro
l'UD Oliveirense remporte son 1er titre de champion de l'AF Aveiro, ce qui lui permet de participer à son premier championnat national, grâce à l'extension de ce dernier de dix à douze .
| Rang | Équipe            | Pts | J | G | N | P | Bp | Bc | Diff |
| ---- | ----------------- | --- | - | - | - | - | -- | -- | ---- |
| 1    | UD Oliveirense    | 0   | 0 | 0 | 0 | 0 | 0  | 0  | 0    |
| -    | SC Espinho        | 0   | 0 | 0 | 0 | 0 | 0  | 0  | 0    |
| -    | AD Ovarense       | 0   | 0 | 0 | 0 | 0 | 0  | 0  | 0    |
| -    | SC Beira-Mar      | 0   | 0 | 0 | 0 | 0 | 0  | 0  | 0    |
| -    | AD Sanjoanense    | 0   | 0 | 0 | 0 | 0 | 0  | 0  | 0    |
| -    | CF União de Lamas | 0   | 0 | 0 | 0 | 0 | 0  | 0  | 0    |

|  | Champion |

### Championnat de l'AF Braga
10e titre consécutif pour le Vitória Guimarães. 
| Rang | Équipe            | Pts | J | G | N | P | Bp | Bc | Diff |
| ---- | ----------------- | --- | - | - | - | - | -- | -- | ---- |
| 1    | Vitória Guimarães | 0   | 0 | 0 | 0 | 0 | 0  | 0  | 0    |
| -    | SC Braga          | 0   | 0 | 0 | 0 | 0 | 0  | 0  | 0    |
| -    | FC Famalicão      | 0   | 0 | 0 | 0 | 0 | 0  | 0  | 0    |
| -    | Gil Vicente FC    | 0   | 0 | 0 | 0 | 0 | 0  | 0  | 0    |
| -    | SC Vianense       | 0   | 0 | 0 | 0 | 0 | 0  | 0  | 0    |
| -    | FC Fafe           | 0   | 0 | 0 | 0 | 0 | 0  | 0  | 0    |

### Championnat de l'AF Coimbra
L'Académica remporte son 18e championnat de l'AF Coimbra sur 24 possible partageant ceux-ci avec son rival local de l'União de Coimbra. 
| Rang | Équipe               | Pts | J | G | N | P | Bp | Bc | Diff |
| ---- | -------------------- | --- | - | - | - | - | -- | -- | ---- |
| 1    | Académica de Coimbra | 0   | 0 | 0 | 0 | 0 | 0  | 0  | 0    |
| -    | Anadia FC            | 0   | 0 | 0 | 0 | 0 | 0  | 0  | 0    |
| -    | Naval 1º de Maio     | 0   | 0 | 0 | 0 | 0 | 0  | 0  | 0    |
| -    | CF União de Coimbra  | 0   | 0 | 0 | 0 | 0 | 0  | 0  | 0    |
| -    | Lusitãnia DC         | 0   | 0 | 0 | 0 | 0 | 0  | 0  | 0    |
| -    | SC Conimbricense     | 0   | 0 | 0 | 0 | 0 | 0  | 0  | 0    |

|  | Champion |

### Championnat de l'AF Lisbonne
6e titre pour le CF Belenenses qui redevient champion de Lisbonne après une interruption la saison passée, le titre avait été remporté par le Sporting Portugal. Une seule défaite à son actif face au "grand" Benfica, 1 à 0. Pour le compte de la 5e journée, le Sporting CP, alors tenant du titre, reçoit à domicile l'Estoril-Praia, qui finira dernier avec seulement 2 victoires. Les locaux subissent un revers historique subissant un cruel 5 à 0. L'histoire retiendra que le gardien titulaire ne joua pas le match à la suite de prétentions financières non acceptées par la direction. Ce qui provoqua une réaction auprès des autres joueurs qui ne jouèrent pas, tel qu'ils auraient dû.
| Rang | Équipe            | Pts | J  | G | N | P | Bp | Bc | Diff |
| ---- | ----------------- | --- | -- | - | - | - | -- | -- | ---- |
| 1    | CF Belenenses     | 16  | 10 | 7 | 2 | 1 | 29 | 9  | +20  |
| 2    | Sporting Portugal | 13  | 10 | 6 | 1 | 3 | 24 | 20 | +4   |
| 3    | Atlético CP       | 11  | 10 | 5 | 1 | 4 | 26 | 27 | -1   |
| 4    | Benfica           | 10  | 10 | 4 | 2 | 4 | 17 | 21 | -4   |
| 5    | CUF do Barreiro   | 6   | 10 | 2 | 2 | 6 | 23 | 29 | -6   |
| 6    | GD Estoril-Praia  | 4   | 10 | 2 | 0 | 8 | 18 | 31 | -13  |

|  | Champion                                        |
|  | En gras clubs qualifiés pour la phase nationale |

### Championnat de l'AF Portalegre
l'AF Portalegre est un nouveau venu dans les championnats régionaux choisi pour participer au championnat national. Bien que vainqueur de l'AF Portalegre, le Campomaiorense ne participera pas à la phase nationale, laissant sa place au SL Elvas.
| Rang | Équipe           | Pts | J | G | N | P | Bp | Bc | Diff |
| ---- | ---------------- | --- | - | - | - | - | -- | -- | ---- |
| 1    | Campomaiorense   | 0   | 0 | 0 | 0 | 0 | 0  | 0  | 0    |
| 2    | SL Elvas         | 0   | 0 | 0 | 0 | 0 | 0  | 0  | 0    |
| -    | GD Portalegrense | 0   | 0 | 0 | 0 | 0 | 0  | 0  | 0    |
| -    | SC Estrela       | 0   | 0 | 0 | 0 | 0 | 0  | 0  | 0    |
| -    | SC Elvense       | 0   | 0 | 0 | 0 | 0 | 0  | 0  | 0    |

|  | Champion                                          |
|  | En gras, clubs qualifiés pour la phase nationale. |

### Championnat de l'AF Porto
29e titre de champion de l'AF Porto, pour le FC Porto.
| Rang | Équipe        | Pts | J | G | N | P | Bp | Bc | Diff |
| ---- | ------------- | --- | - | - | - | - | -- | -- | ---- |
| 1    | FC Porto      | 0   | 0 | 0 | 0 | 0 | 0  | 0  | 0    |
| 2    | Boavista FC   | 0   | 0 | 0 | 0 | 0 | 0  | 0  | 0    |
| -    | SC Salgueiros | 0   | 0 | 0 | 0 | 0 | 0  | 0  | 0    |
| -    | Leça FC       | 0   | 0 | 0 | 0 | 0 | 0  | 0  | 0    |
| -    | Leixões SC    | 0   | 0 | 0 | 0 | 0 | 0  | 0  | 0    |
| -    | Ramaldense FC | 0   | 0 | 0 | 0 | 0 | 0  | 0  | 0    |

|  | Champion                                          |
|  | En gras, clubs qualifiés pour la phase nationale. |

### Championnat de l'AF Setúbal
Le Vitória Setúbal, s'impose pour la 11e fois.
| Rang | Équipe          | Pts | J | G | N | P | Bp | Bc | Diff |
| ---- | --------------- | --- | - | - | - | - | -- | -- | ---- |
| 1    | Vitória Setúbal | 0   | 0 | 0 | 0 | 0 | 0  | 0  | 0    |
| -    | Amora FC        | 0   | 0 | 0 | 0 | 0 | 0  | 0  | 0    |
| -    | FC Barreirense  | 0   | 0 | 0 | 0 | 0 | 0  | 0  | 0    |
| -    | Luso FC         | 0   | 0 | 0 | 0 | 0 | 0  | 0  | 0    |
| -    | Onze Unidos FC  | 0   | 0 | 0 | 0 | 0 | 0  | 0  | 0    |
| -    | Seixal FC       | 0   | 0 | 0 | 0 | 0 | 0  | 0  | 0    |
| -    | CUF do Barreiro | 0   | 0 | 0 | 0 | 0 | 0  | 0  | 0    |
| -    | GC do Sul       | 0   | 0 | 0 | 0 | 0 | 0  | 0  | 0    |

|  | Champion |

## Compétition

### Résultats
| Résultats (▼dom., ►ext.)                                   | CFOB | SLB | SCP | SCO | ACP  | FCP | VDS | VDG | SLE | AAC | BFC | UDO  |
| CF Os Belenenses                                           |      | 1-0 | 2-1 | 6-0 | 2-2  | 3-2 | 3-2 | 5-1 | 5-2 | 7-0 | 6-1 | 10-0 |
| SL Benfica                                                 | 2-0  |     | 7-2 | 2-1 | 5-0  | 4-0 | 1-1 | 4-1 | 5-1 | 7-1 | 4-2 | 7-2  |
| Sporting CP                                                | 1-1  | 4-3 |     | 1-0 | 2-1  | 1-0 | 2-3 | 2-3 | 5-1 | 6-1 | 7-1 | 3-0  |
| SC Olhanense                                               | 2-0  | 1-2 | 0-4 |     | 3-0  | 3-1 | 2-0 | 5-2 | 8-1 | 4-2 | 5-0 | 8-1  |
| Atlético CP                                                | 2-4  | 1-1 | 1-4 | 2-1 |      | 2-1 | 4-2 | 2-2 | 3-1 | 2-1 | 4-1 | 1-1  |
| FC Porto                                                   | 0-1  | 0-2 | 2-3 | 3-4 | 11-0 |     | 2-2 | 3-2 | 9-2 | 8-1 | 3-1 | 4-1  |
| Vitória de Setúbal                                         | 1-4  | 1-4 | 0-7 | 3-2 | 3-1  | 1-4 |     | 3-1 | 5-0 | 2-3 | 5-0 | 3-1  |
| Vitória de Guimarães                                       | 2-4  | 1-4 | 1-3 | 2-2 | 2-1  | 1-2 | 3-2 |     | 5-0 | 2-1 | 3-1 | 1-0  |
| SL Elvas                                                   | 1-2  | 0-4 | 2-6 | 2-1 | 1-2  | 3-3 | 5-2 | 4-2 |     | 4-3 | 6-3 | 3-0  |
| Académica de Coimbra                                       | 1-3  | 3-3 | 5-5 | 1-3 | 2-3  | 2-1 | 3-5 | 2-0 | 5-1 |     | 5-2 | 6-1  |
| Boavista FC                                                | 1-4  | 2-4 | 1-0 | 2-7 | 4-3  | 3-2 | 5-1 | 0-1 | 0-1 | 5-0 |     | 3-0  |
| UD Oliveirense                                             | 0-1  | 2-6 | 1-4 | 2-3 | 1-1  | 2-4 | 2-0 | 1-0 | 0-1 | 2-3 | 2-1 |      |
| - Victoire à domicile - Match nul - Victoire à l'extérieur |      |     |     |     |      |     |     |     |     |     |     |      |

### Classement final
| Rang | Équipe               | Pts | J  | G  | N | P  | Bp | Bc | Diff |
| ---- | -------------------- | --- | -- | -- | - | -- | -- | -- | ---- |
| 1    | CF Os Belenenses     | 38  | 22 | 18 | 2 | 2  | 74 | 24 | +50  |
| 2    | SL Benfica (T)       | 37  | 22 | 17 | 3 | 2  | 82 | 29 | +53  |
| 3    | Sporting CP          | 32  | 22 | 15 | 2 | 5  | 73 | 36 | +37  |
| 4    | SC Olhanense         | 27  | 22 | 13 | 1 | 8  | 65 | 39 | +26  |
| 5    | Atlético CP          | 21  | 22 | 8  | 5 | 9  | 38 | 55 | -17  |
| 6    | FC Porto             | 20  | 22 | 9  | 2 | 11 | 65 | 44 | +21  |
| 7    | Vitória de Setúbal   | 18  | 22 | 8  | 2 | 12 | 47 | 59 | -12  |
| 8    | Vitória de Guimarães | 18  | 22 | 8  | 2 | 12 | 39 | 52 | -13  |
| 9    | SL Elvas             | 17  | 22 | 8  | 1 | 13 | 43 | 78 | -35  |
| 10   | Académica de Coimbra | 16  | 22 | 7  | 2 | 13 | 51 | 76 | -25  |
| 11   | Boavista FC          | 12  | 22 | 6  | 0 | 16 | 39 | 73 | -34  |
| 12   | UD Oliveirense       | 8   | 22 | 3  | 2 | 17 | 22 | 73 | -51  |

|     | Champion                  |
|     | Barrages de relégation    |
|     | Relégation en 2e division |
| (T) | Tenant du titre           |

### Barrages de relégation
Le 11e de première division affronte le 2e de deuxième division. Le match a eu lieu le 30 juin 1946.
| Date            | Locaux         | Score | Visiteurs     |
| --------------- | -------------- | ----- | ------------- |
| Póvoa de Varzim | Famalicão (D2) | 3 - 2 | Boavista (D1) |

Légende des couleurs
- Promotion en première division.

### Tableau d'honneur
| Montent en D1    | GD Estoril Praia | FC Famalicão |
| Descendent en D2 | UD Oliveirense   |              |

## Statistiques
- Meilleure attaque : SL Benfica 82 buts
- Meilleure défense : CF Belenenses 24 buts

- Plus mauvaise attaque : UD Oliveirense 22 buts
- Plus mauvaise défense : SL Elvas 78 buts

### Meilleurs buteurs
Fernando Peyroteo joueur du Sporting CP redevient pour la 4e fois, meilleur buteur du championnat. Il marque à lui seul 39 des 73 buts marqués par son équipe. 
| Cl. | Joueur              | Club             | Buts |
| 1   | Fernando Peyroteo   | Sporting CP      | 39   |
| 2   | Correia Dias        | FC Porto         | 25   |
| 3   | Salvador            | SC Olhanense     | 18   |
| 3   | António Araújo      | FC Porto         | 18   |
| 3   | Cardoso Pereira     | Vitória Setúbal  | 18   |
| 3   | Rogério Pipi        | SL Benfica       | 18   |
| 7   | Manuel Andrade      | CF Os Belenenses | 17   |
| 8   | Gregório dos Santos | Atlético CP      | 16   |
| 8   | Arsénio             | SL Benfica       | 16   |
| 10  | Fernando Cabrita    | SC Olhanense     | 15   |

## Les champions du Portugal
CF Os Belenenses
| Président                              | Octávio de Brito |
| Entraîneur                             | Augusto Silva |
| Gardiens (matchs joués-buts marqués)   | José Sério (0-0), Capela (0-0), |
| Défenseurs (matchs joués-buts marqués) | António Feliciano (20-2), Serafim Neves (0-0), Vasco Oliveira (0-0) |
| Milieux (matchs joués-buts marqués)    | Mariano Amaro (22-1), Francisco Gomes (20-1), Elói (10-1), Mário Sério (0-0) |
| Attaquants (matchs joués-buts marqués) | Artur Quaresma (22-14), Armando (21-14), Rafael Correia (20-11), Manuel Andrade (14-17), José Pedro (13-6), Mário Coelho (9-4), António Martinho (1-1), Teixeira da Silva (0-0), Martins (0-0) |

## Résumé de la saison
- Le 20 janvier 1946, alors que le Benfica Lisbonne et Os Belenenses se disputent la première place. Les premiers rencontrent leur voisin du Sporting CP. Au bout de 21 minutes les rouges mènent déjà 3 buts à 0, ce qui annonce une correction sans nom pour les Leões. Mais c'est sans compter sur leur esprit de combat que les joueurs de Cândido de Oliveira, qui en 14 minutes, sans compter la pause, reviennent au score. Finalement Antonio Marques, marque le 4e but des "Lions", à la 68e minute. Cette victoire relançant le championnat entre les 3 clubs de Lisbonne[5].

- Lors de la 18e journée le Sporting CP subit une grosse défaite face au rival lisboète du  Benfica, sur le sévère score de 7 buts à 2. Deux triplé l'un d'Arsénio, l'autre de Mário Rui, ont fait la différence face au meilleur buteur du championnat, le célèbre Fernando Peyroteo[6].

## Bilan de la saison
| Tableau d'Honneur                          |                   |
| Compétition                                | Vainqueur         |
| Primeira Divisão                           | CF Belenenses     |
| Segunda Divisão                            | GD Estoril Praia  |
| Taça de Portugal                           | Sporting CP       |
| Championnat de l'AF Algarve de football    | SC Olhanense      |
| Championnat de l'AF Aveiro de football     | UD Oliveirense    |
| Championnat de l'AF Braga de football      | Vitoria Guimarães |
| Championnat de l'AF Coïmbra de football    | Académica         |
| Championnat de l'AF Lisbonne de football   | CF Belenenses     |
| Championnat de l'AF Portalegre de football | SC Campomaiorense |
| Championnat de l'AF Porto de football      | FC Porto          |
| Championnat de l'AF Setúbal de football    | Vitória Setúbal   |